# Cộng hòa Baja California
Cộng hòa Baja California là một quốc gia được đề xuất thành lập từ 1853 đến năm 1854, sau một nỗ lực xâm chiếm Sonora từ biên giới Arizona nhưng thất bại. William Walker mong muốn có khu vực Sonora, và tuyên bố của họ đã có sự hỗ trợ của các ông trùm và một số thành viên chính phủ tại Hoa Kỳ. Vào tháng 11 năm 1853, ông cùng với hai trăm người tới La Paz, nơi ông có thể trở thành người đứng đầu chính trị và tuyên bố độc lập của "Cộng hòa Baja California", một nhà nước chưa bao giờ được công nhận và thực sự tồn tại vì Walker không có toàn quyền kiểm soát bán đảo này cũng như không nhận được sự ủng hộ từ người dân. Thay vào đó, ông phải đối mặt với sự kháng cự của quân đội México và dân thường, trong đó có một nhóm do Antonio Meléndrez đứng đầu. Mặc dù lãnh thổ được được mở rộng ở Ensenada và chịu sự biến đổi của quân đội của mình từ Hoa Kỳ, chủ tịch Walker của Cộng hòa Sonora, mà cũng bao gồm Baja California đã được tuyên bố và, giống như người kế nhiệm của nó, đã không có trong thực tế hoặc được xác nhận. Trong thực tế, Walker chỉ đạt đến lãnh thổ của Sonora năm 1854 và khi bị áp lực bởi Hải quân Mỹ đã phải chạy trốn khỏi México Ensenada. Walker và những tàn dư của quân đội của ông đầu hàng filibuistero San Diego trong quân đội Mỹ. Bị đưa ra xét xử, thẩm phán cho biết ông đã phạm tội vi phạm Đạo luật Trung lập được ký kết giữa México và Hoa Kỳ sau khi Hoa Kỳ xâm lược México năm 1847, tuy nhiên, Walker đã được tòa tuyên trắng án.